# Speedy: Een nieuw tijdperk
Speedy: Een nieuw tijdperk is een online luisterfilm (een hoorspel begeleid met foto's) uit 2009 van de IKON. Hoofdpersoon is Speedy, een Nomad die als taak heeft de balans in het universum te bewaren. De tijdsduur bedraagt 62 minuten.

## Rolbezetting
Het verhaal wordt verteld door cabaretier Ernst van der Pasch. De overige personages worden vertolkt door amateur-acteurs en radiopresentatoren. Beginnende muzikanten hebben de muziek gemaakt. Tevens zijn er twaalf kunstwerken gemaakt door een kunstenares.

## Inhoud
In een galactische samenleving regeert de Bisschop namens de kerk over de door mensen bewoonde planeten. Hij geeft ze het gevoel geheel vrij te zijn in hun doen en laten, om onder water te touwtjes strak in handen te houden. Een groep onafhankelijke agenten heeft als missie de vrede te bewaren, maar een van de agenten slaat door als ze wordt overgehaald te spioneren voor de Bisschop. De dame vermoordt de leider van de kerk en er ontstaat een strijd om het ontstane machtsvacuüm waarbij iedereen voor de keuze komt te staan voor welke partij te kiezen.